# Carlos Javier Morales
Carlos Javier Morales Alonso ( Santa Cruz de Tenerife, 7 de septiembre de 1967) es un poeta y ensayista español.

## Biografía
Estudió Filología Hispánica en la Universidad Complutense de Madrid, donde se licenció en 1990 y se doctoró tres años después con una tesis sobre la poética de José Martí. Participó en diversas tertulias literarias y en 1994 publicó su primer libro de poemas, El pan más necesario, con el que había ganado el Premio Villa de Martorell.
De 1995 a 1999 fue profesor de Literatura Española e Hispanoamericana en la Universidad de La Rioja. En 1998 pasa un semestre en Alemania como profesor invitado de la Universidad de Münster, y al año siguiente representa a España en el congreso El poeta joven y su libro, celebrado en Chile. Ese mismo año volvió a Madrid, donde trabajó en la Universidad San Pablo-CEU. Posteriormente ha ejercido la docencia en institutos de educación secundaria, principalmente en Alcalá de Henares y Santa Cruz de Tenerife, donde continúa actualmente, como profesor de Lengua y Literatura Españolas en el Instituto Anaga.
Su poesía se caracteriza por el arraigo en la existencia cotidiana, desde la que el poeta aspira a contemplar las realidades esenciales de la vida (el amor, el tiempo, la muerte), incluida la trascendencia de Dios, tratada con una cercanía íntima muy personal. A partir de Nueva estación, de 2007, su poesía, sin abandonar el tono elegíaco, propende a una celebración gozosa de la existencia y del mundo, partiendo siempre de la vivencia cotidiana. Asimismo, en ese amor a la vida resulta esencial la unidad física y espiritual del ser humano, de manera que la dimensión corporal de la persona es directamente proporcional a su estatura espiritual. En consecuencia, la gloria exalta tanto el cuerpo como el alma del ser amante y amado.
Su obra ensayística comenzó por los estudios sobre la literatura hispánica de finales del siglo XIX y comienzos del XX, así como sobre la poesía contemporánea de España e Hispanoamérica: estos versan sobre autores tan fundamentales como José Martí, Antonio Machado o César Vallejo, entre otros. Su indagación literaria trata de enriquecer el pensamiento y la existencias humanos a través de la peculiar visión del mundo de los autores y épocas literarias estudiados, conjugando el rigor académico con el humanismo de amplio alcance, pues parte del principio de que la literatura es el camino más directo para el conocimiento de la condición humana. En sus últimos ensayos, La vida como obra de arte (2019) y Tiempo mío, tiempo nuestro (2021), ha penetrado en temas filosóficos de interés general, con la mirada propia del poeta, desarrollando una teoría de la felicidad desde un enfoque novedoso: desde la contemplación estética y no desde la pura reflexión moral.

## Poesía
- El pan más necesario (1994)
- Madrid como delirio (1996)
- La cuenta atrás (2000)
- Años de prórroga (2005)
- Nueva estación (2007)
- Este amor y este fuego (2011)
- El paisaje total. Madrid, 2006-Tenerife, 2012 (2014)
- Una luz en el tiempo. Antología poética, 1992-2017 (2017)
- El corazón y el mar (2020)
- Cuerpo humano (2024)[4]

## Ensayo
- La poética de José Martí y su contexto (1994)
- Julián Martel y la novela naturalista argentina (1997)
- Guía para hablar en público (Método completo y práctico para las más diversas situaciones) (2001)
- Antonio Machado en la poesía española (La evolución interna de la poesía española, 1939-2000) (2002), junto con José Olivio Jiménez.
- César Vallejo y la poesía posmoderna. Otra idea de la poesía (2013)
- La vida como obra de arte (2019)
- Tiempo mío, tiempo nuestro (La creación de uno mismo en el tiempo) (2021)
- Breve historia del Opus Dei (2023)